# خليل الله الأول
خليل الله الأول (بالفارسية: خلیل الله یکم) المعروف أيضًا باسم سلطان خليل كان شروانشاه (ملك شروان) من 1418 إلى 1465. وهو ابن وخليفة إبراهيم الأول وخلفه ابنه فاروخ يسار.

## فترة حكمه
بعد وفاة قره يوسف حاكم قره قويونلو عام 1420، أقسم العديد من رعاياه المهزومين الذين كانوا في السابق تابعين للإمبراطورية التيمورية، الولاء لابن تيمور شاه رخ. وشمل ذلك خليل الله، الذي تزوج أيضًا ابنة (أرملة قره يوسف) للأمير التيموري أبو بكر بن ميران شاه.  في عام 1425، واجه السلطان خليل ثورة بقيادة إخوته كاي قباد وإسحاق وهاشم. ومع ذلك، تمكن من قمع التمرد بمساعدة شاه رخ.
.
في عام 1432 فر يار علي، ابن حاكم قره قويونلو اسكندر إلى شروان، حيث منحه خليل الله ملاذًا. يبدو أن هذا أثار غزو شروان اللاحق لإسكندر عام 1433/4، والذي وصل إلى مدينة دربند، ثم عاد لاحقًا إلى أذربيجان بالغنائم والأسرى. ناشد خليل الله حاكم آق قويونلو عثمان بك الذي استجاب لدعوته وقام بغزو أرمينيا التي كانت تحت حكم القره قويونلو واستولى على مدينة أرضروم سنة 1434.
بين عامي 1456 و1459، عقد الزعيم الصفوي الشيخ جنيد تحالفًا مع حاكم آق قويونلو أوزون حسن بالزواج من أخته خديجة بيجوم.  بدعم من أوزون حسن، قام جنيد بعدة غارات في شمال الأناضول (طرابزون) وشركيسيا، لكنه قُتل في مارس 1460 على يد قوات خليل الله خلال معركة بالقرب من طبرسران. توفي خليل الله عام 1465، ودفن في مدينة باكو في قصر الشروانشاهيين. وخلفه ابنه فاروخ يسار.
وفي عام 1500، بعد الغزو الصفوي لشروان بقيادة إسماعيل الأول أمر القائد خادم بك طاليش بنبش جثة خليل الله وحرقها ونثرها في الأماكن العامة.